# Latto
Latto o Big Latto (precedentemente nota come Mulatto), pseudonimo di Alyssa Michelle Stephens (Columbus, 22 dicembre 1998), è una rapper statunitense.
È nota per essere stata la vincitrice inaugurale del reality show statunitense The Rap Game, in onda su Lifetime. Dopo diverse pubblicazioni indipendenti, nel 2019 ha acquistato popolarità con il singolo Bitch from da Souf, che l'ha portata a firmare un contratto con l'etichetta discografica RCA Records, e nel 2020 ha pubblicato il suo album di debutto Queen of da Souf. Nel 2021 ha lanciato il singolo Big Energy, divenuto il suo primo successo sia in patria che oltre oceano, che ha anticipato l'uscita del secondo album 777 (2022). Nel 2023 ha partecipato al fortunato singolo Seven di Jung Kook, rivelatosi un enorme successo globale.

## Biografia
Alyssa Michelle Stephens è nata a Columbus, in Ohio, il 22 dicembre 1998 da Misti Pitts e Shayne Stephens. Si è trasferita in Georgia all'età di 2 anni ed è cresciuta nella contea di Clayton, nella zona sud di Atlanta, dove ha frequentato la Lovejoy High School. Ha interrotto gli studi per concentrarsi sulla sua carriera musicale. Prima di fare musica, ha partecipato a dei drag racing. Alyssa ha iniziato a rappare e a scrivere testi rap all'età di dieci anni. Nata da padre nero e madre bianca, ha adottato il nome d'arte di Miss Mulatto.

## Carriera

### 2016-2018:The Rap Gamee gli inizi della carriera
Nel 2016 Stephens è diventata una concorrente del reality The Rap Game, prodotto da Jermaine Dupri e Queen Latifah. In stile boot camp, segue giovani aspiranti rapper in una competizione l'uno contro l'altro nell'arco di otto settimane e Latto, all'epoca conosciuta come Miss Mulatto, ne è uscita vincitrice. Come premio le è stato offerto un contratto discografico da Dupri con la So So Def Records ma ha preferito optare per essere un'artista indipendente.
Latto ha pubblicato il suo singolo di debutto, No More Talking, nel febbraio 2016. Nello stesso anno ha collaborato con Lil Niqo, un altro concorrente di The Rap Game, nel singolo Tough on the Internet e ha vinto il premio Youth Hip Hop/R&B ai Georgia Music Awards. Il suo primo mixtape, Miss Mulatto, è uscito il 2 ottobre 2016.
Miss Mulatto è stato seguito da Latto Let Em Know nell'aprile 2017, che presenta collaborazioni con Molly Brazy, Lil Key, Crucial e Silentó. Il singolo Response Diss è una diss track diretta a Supa Peach, altro concorrente di The Rap Game. La faida tra i due ha provocato insulti da entrambe le parti con accuse sull'uso di droghe, omosessualità e di esperienze spiacevoli accadute durante lo show. A fine 2017 ha pubblicato un EP intitolato Time and Pressure.
Nel 2018 Alyssa ha cambiato il suo nome d'arte in Mulatto, realizzando un mixtape eponimo nel medesimo anno.

### 2019-2020: la svolta,Queen of da Soufe le collaborazioni
Latto ha ricevuto elogi per il suo singolo Bitch from da Souf, pubblicato a gennaio 2019. Nel maggio 2019, è stata invitata a esibirsi al Rolling Loud, un festival rap annuale che si svolge a Miami, in Florida. Il singolo è contenuto nell'EP Big Latto, distribuito nel giugno 2019. Il brano è diventato il successo più grande della rapper, debuttando alla posizione numero 95 nella Billboard Hot 100 e venendo certificato disco d'oro negli Stati Uniti. Ne è stato realizzato un remix con le rapper Saweetie e Trina, incluso nel terzo EP di Latto, Hit the Latto, che è stato pubblicato il 12 dicembre 2019. Il singolo viene poi incluso nell'album di debutto.
Nel marzo 2020 Latto ha firmato ufficialmente con la RCA Records. Tra l'aprile e il luglio 2020 ha pubblicato i singoli promozionali No Hook, He Say She Say e il singolo Muwop; quest'ultimo vede la partecipazione di Gucci Mane e campiona il brano del 2005 dello stesso rapper Freaky Gurl. I tre singoli anticipano l'album in uscita ad agosto 2020.
Latto ha fatto un cameo nel videoclip del singolo WAP di Cardi B, uscito il 7 agosto 2020. Lo stesso giorno è apparsa nel singolo di NLE Choppa, Make Em Say, tratto dall'album Top Shotta. L'11 agosto la rapper è stata inclusa nell'annuale Freshman Class della rivista XXL.
Il 12 agosto ha annunciato la data di pubblicazione del suo album di debutto, intitolato Queen of da Souf, che è stato pubblicato il 21 agosto 2020 su etichetta RCA Records.
Il 3 settembre 2020 è stato pubblicato da Chloe x Halle il remix del singolo Do It in cui Latto partecipa assieme alle City Girls e Doja Cat. Lo stesso giorno appare nel video musicale del singolo Down di G-Eazy in cui è artista ospite. Il 10 settembre 2020 la rapper pubblica il video musicale del terzo singolo estratto dall'album, On God mentre più di un mese dopo, il 15 ottobre, pubblica il video di In n Out, traccia inclusa nell'album che vede la partecipazione delle City Girls. Il 29 settembre è stato annunciato che Latto ha ricevuto una candidatura ai BET Hip Hop Awards come Miglior rapper esordiente (Best New Hip Hop Artist). Durante la cerimonia, svolta il 27 ottobre, la rapper si è esibita con un medley di Youngest N Richest, Bitch from da Souf e Muwop. Il 7 novembre 2020 collabora con 2 Chainz nel brano Quarantine Thick.

### 2021-presente: il nuovo nome e777
Nel gennaio 2021 la rapper partecipa al singolo Nasty assieme a Rich The Kid e Flo Milli, in collaborazione con Rubi Rose. Il mese successivo ha collaborato nel remix di Go Crazy di Chris Brown, con la partecipazione di Young Thug, Future e Lil Durk. A marzo rilascia invece il remix ufficiale in stile freestyle della canzone del rapper SpotemGottem Beat Box, così come DaBaby, Shenseea ed altri.
Con l'uscita del singolo The Biggest, a maggio 2021, la rapper ha cambiato ufficialmente il proprio nome d'arte in Latto, in seguito alla controversia per il precedente pseudonimo "Mulatto" (che fa riferimento al termine omonimo). Il 24 settembre 2021 rende disponibile il singolo Big Energy, che diventa il suo primo singolo in top ten nella Hot 100 statunitense. Dopo la pubblicazione dei singoli Soufside e Wheelie in collaborazione con 21 Savage, il 14 marzo 2022 annuncia l'uscita del suo secondo album 777, avvenuta per il 25 marzo successivo. Il successivo 28 marzo viene diffuso il remix ufficiale di Big Energy che conta la partecipazione di Mariah Carey e DJ Khaled.
Nel luglio del 2023 partecipa alla canzone Seven con il cantante sudcoreano Jung Kook, membro dei BTS, con la quale entrambi ottengono la loro prima numero uno negli Stati Uniti. L'8 novembre la canzone supera il miliardo di streaming su Spotify, diventando il brano più veloce a raggiungere tale traguardo superando la canzone Flowers della cantante Miley Cyrus, detentrice del precedente primato. Il singolo si è rivelato il decimo maggior successo commerciale al mondo nel 2023 secondo l'International Federation of the Phonographic Industry.

## Vita privata
Latto ha una sorella minore, Brooklyn Nikole. Nel 2017 la rapper ha aperto un negozio chiamato Pittstop Clothing, a Jonesboro, in Georgia. Per un periodo di due anni ha frequentato il rapper statunitense Bandit Gang Marco, fino al 2018.
Nel maggio 2019 è stata arrestata per furto. Ha successivamente pubblicato il brano F*ck Rice Street, in cui dichiarava la sua innocenza ed esprimeva la sua rabbia nei confronti della polizia.

## Influenze musicali
Latto ha ribadito in più interviste che è sempre stata una grande fan di Nicki Minaj e che per lei è una fonte di ispirazione.

## Controversie
Nel momento in cui Alyssa Michelle Stephens è diventata famosa con lo pseudonimo di Mulatto sono sorte svariate polemiche su questa sua scelta dato che, così come in lingua italiana, anche in lingua inglese tale termine indica una persona che discende in parte da persone nere e in parte da persone bianche. In un'ottica in cui il fenomeno del "colorismo" (colourism in lingua inglese), ossia una maggiore facilità per le persone nere "light skin" di imporsi nel mondo dello spettacolo rispetto a persone "dark skin", è da tempo oggetto di polemiche, una buona parte dell'opinione pubblica ha osteggiato questo pseudonimo, spingendo l'artista a prendere la decisione di cambiarlo nel futuro imminente.

## Discografia

### Album in studio
- 2020 – Queen of da Souf
- 2022 – 777
- 2024 – Sugar Honey Iced Tea

### EP
- 2017 – Time and Pressure
- 2019 – Big Latto
- 2019 – Hit the Latto

### Mixtape
- 2016 – Miss Mulatto
- 2017 – Latto Let 'Em Now
- 2018 – Mulatto

### Singoli

#### Come artista principale
- 2019 – Bitch from da Souf
- 2020 – Muwop (feat. Gucci Mane)
- 2020 – On God
- 2021 – Nasty (con Rich The Kid e Flo Milli feat. Rubi Rose)
- 2021 – The Biggest
- 2021 – Big Energy (solo o con Mariah Carey feat. DJ Khaled)
- 2021 – Soufside
- 2022 – Wheelie (feat. 21 Savage)
- 2022 – Sunshine (feat. Lil Wayne & Childish Gambino)
- 2022 – I Just Called (con i Neiked e Anne-Marie)
- 2022 – Pussy
- 2022 – For the Night (con Chlöe)
- 2022 – FTCU (feat. GloRilla & Gangsta Boo)
- 2022 – Another Nasty Song
- 2023 – Lottery (feat. Lu Kala)
- 2023 – Put It on da Floor (solo o feat. Cardi B)
- 2023 – Issa Party (feat. BabyDrill)
- 2024 – Sunday Service
- 2024 – Big Mama
- 2024 – Brokey
- 2025 – Blick Sum (feat. Playboi Carti)
- 2025 – Somebody

#### Come artista ospite
- 2019 – Pretty Girl (Remix) (Yung Baby Tate feat. Killumantii e Mulatto)
- 2019 – Thot Box (Remix) (Hitmaka feat. Young M.A, Dreezy, Mulatto, Dream Doll e Chinese Kitty)
- 2019 – Nasty Nasty (Boosie Badazz feat. Mulatto)
- 2020 – Up & Down (Saucy Santana feat. Mulatto)
- 2020 – Thirsty (Good Girl feat. Mulatto)
- 2020 – Kirk (Duke Deuce feat. Mulatto)
- 2020 – Make Em Say (NLE Choppa feat. Mulatto)
- 2020 – Down (G-Eazy feat. Mulatto)
- 2020 – Do It (Remix) (Chloe x Halle e Doja Cat feat. City Girls e Mulatto)
- 2020 – Meeting (Gucci Mane feat. Foogiano e Mulatto)
- 2020 – Brat (Tay Money feat. Mulatto)
- 2020 – Freak Show (Yung Bans feat. Mulatto)
- 2020 – Quarantine Thick (2 Chainz feat. Mulatto)
- 2020 – Bad Azz (Kash Doll, DJ Infamous feat. Benny The Butcher & Mulatto)
- 2021 – Go Crazy (Remix) (Chris Brown feat. Young Thug, Future, Lil Durk & Mulatto)
- 2021 – Kash App (BRS Kash feat. Mulatto)
- 2021 – Freaky As Me (Jacquees feat. Mulatto)
- 2021 – Beat Box [Big Latto Mix] (con SpotemGottem)
- 2021 – Mmm Mmm (Remix) (Kaliii featuring ATL Jacob, Latto e Moneybagg Yo)
- 2022 – Mind Yo Business (Lakeyah feat. Latto)
- 2022 – Booty (Saucy Santana feat. Latto)
- 2022 – One Light (Remix) (Maroon 5 e Bantu feat. Yung Bleu e Latto)
- 2023 – Don't Play with It (Lola Brooke feat. Yung Miami e Latto)
- 2023 – Seven (Jung Kook feat. Latto)
- 2023 – Too Fast (Pull Over) (Jay Rock e Anderson Paak feat. Latto)
- 2023 – Champagne Shit (Remix) (Janelle Monáe feat. Latto e Quavo)
- 2024 – Can't Get Enough (Remix) (Jennifer Lopez feat. Latto)

### Singoli promozionali
- 2020 – No Hook
- 2020 – He Say She Say

## Programmi televisivi
- The Rap Game – talent show (2016) concorrente, vincitrice
- Love & Hip Hop: Miami – reality, episodio 2x01 (2019)
- Wild 'n Out – sketch comedy show, episodio 16x02 (2021)

## Tournée
- 2019 – Big Latto Tour
- 2022 – 777 Tour

## Riconoscimenti
- American Music Awards
  - 2022 – Candidatura al Nuovo artista dell'anno[42]
  - 2022 – Candidatura all'Artista hip hop preferita[42]
  - 2022 – Candidatura alla Canzone rap/hip hop preferita per Big Energy[42]

- BET Awards
  - 2022 – Candidatura alla Miglior artista hip hop femminile[43]
  - 2022 – Miglior nuovo artista[43]
  - 2023 – Candidatura alla Migliore collaborazione per Big Energy (Remix)[44]
  - 2023 – Candidatura alla Miglior artista hip hop femminile[44]

- BET Hip Hop Awards
  - 2020 – Candidatura al Miglior artista hip hop emergente[45]
  - 2022 – Candidatura all'Album hip hop dell'anno per 777[46]
  - 2022 – Canzone dell'anno per Big Energy[46]
  - 2022 – Candidatura alla Traccia con impatto per Pussy[46]
  - 2023 – Candidatura alla Canzone dell'anno per Put It on da Floor Again[47]
  - 2023 – Candidatura alla Miglior collaborazione per Put It on da Floor Again[47]

- Billboard Music Awards
  - 2022 – Candidatura alla Miglior rapper femminile[48]
  - 2023 – Miglior canzone K-pop globale per Seven[49]

- Billboard Women in Music
  - 2023 – Powerhouse Award[50]

- E! People's Choice Awards
  - 2022 – Artista emergente del 2022[51]
  - 2024 – Candidatura all'Artista hip hop dell'anno[52]
  - 2024 – Candidatura alla Collaborazione dell'anno per Seven[52]

- Grammy Awards
  - 2023 – Candidatura al Miglior artista esordiente[53]
  - 2023 – Candidatura alla Miglior interpretazione rap melodica per Big Energy (Live)[53]

- iHeartRadio Music Awards
  - 2023 – Miglior nuovo artista hip hop[54]
  - 2023 – Candidatura alla Canzone dell'anno per Big Energy[54]
  - 2023 – Candidatura al TikTok Bop of the Year per Big Energy[54]
  - 2023 – Candidatura all'Utilizzo di campionamento preferito per Big Energy[54]
  - 2024 – Miglior video musicale per Seven[55]
  - 2024 – Candidatura alla Canzone K-pop dell'anno per Seven[55]

- MTV Europe Music Awards
  - 2021 – Candidatura al Miglior artista MTV Push[56]
  - 2022 – Candidatura al Miglior video con un messaggio sociale per Pussy[57]
  - 2023 – Miglior canzone per Seven[58]

- MTV Video Music Awards
  - 2021 – Candidatura all'Esibizione Push dell'anno per Sex Lies[59]
  - 2022 – Candidatura al Miglior artista esordiente[60]
  - 2022 – Candidatura al Miglior video hip hop per Big Energy[60]
  - 2022 – Candidatura al Miglior video con un messaggio sociale per Pussy[60]
  - 2022 – Candidatura alla Canzone dell'estate per Big Energy (Remix)[61]
  - 2023 – Canzone dell'estate per Seven[62]
  - 2024 – Candidatura alla Miglior canzone K-pop per Seven[63]
  - 2024 – Candidatura alla Miglior collaborazione per Seven[63]

- Soul Train Music Awards
  - 2021 – Candidatura alla Miglior collaborazione per Go Crazy (Remix)[64]
  - 2021 – Candidatura al Miglior video dell'anno per Go Crazy (Remix)[64]

- UK Music Video Awards
  - 2023 – Candidatura al Miglior video pop internazionale per Seven[65]